# Bernardino Scotti
Pour les articles homonymes, voir Scotti.
Bernardino Scotti (né le 6 octobre 1656 à Milan et mort le 16 novembre 1726 à Rome) est un cardinal italien du XVIIIe siècle.

## Biographie
Bernardino Scotti exerce des fonctions au sein de la Curie romaine, notamment au tribunal suprême de la Signature apostolique, à la Rote romaine et à plusieurs congrégations. Il est gouverneur de Rome et vice-camerlingue de la Sainte-Église.
Le pape Clément XI le crée cardinal in pectore lors du consistoire du 29 mai 1715. Sa création est publiée le 16 décembre 1715. Le cardinal Scotti est nommé préfet du tribunal suprême de la Signature apostolique en 1718 et est camerlingue du Sacré Collège en 1723-1724.  Scotti restaure et embellit les églises de S. Maria de' Miracoli et S. Carlo al Corso.
Il participe au conclave de 1721, lors duquel Innocent XIII est élu pape et au conclave de 1724 (élection de Benoît XIII).

### Sources
- Fiche du cardinal